# José António Martins Goulart
José António Martins Goulart (Horta, 7 de Junho de 1948), mais conhecido por Martins Goulart, é um engenheiro electrotécnico e professor da Universidade dos Açores (aposentado), doutorado em Matemática pela Universidade da Califórnia, e político açoriano.
Entre outras funções, foi membro da Junta Regional dos Açores (1975-1976), deputado e líder do Partido Socialista nos Açores (1987-1993).